# Parawithius nobilis nobilis
Parawithius nobilis nobilis es una subespecie de arácnido del orden Pseudoscorpionida de la familia Withiidae.

## Distribución geográfica
Se encuentra en Colombia.